# Џејмсвил (Северна Каролина)
Џејмсвил (енгл. Jamesville) град је у америчкој савезној држави Северна Каролина.

## Демографија
По попису из 2010. године број становника је 491, што је 11 (-2,2%) становника мање него 2000. године.
| Група             | 2000.       | 2010.       |
| Белци             | 326 (64,9%) | 295 (60,1%) |
| Афроамериканци    | 170 (33,9%) | 171 (34,8%) |
| Азијати           | 0 (0,0%)    | 2 (0,4%)    |
| Хиспаноамериканци | 6 (1,2%)    | 12 (2,4%)   |
| Укупно            | 502         | 491         |